# Laccobius gracilis gracilis
Laccobius gracilis gracilis é uma subespécie de insetos coleópteros polífagos pertencente à família Hydrophilidae.
A autoridade científica da subespécie é Motschulsky, tendo sido descrita no ano de 1855.
Trata-se de uma subespécie presente no território português.